# Engelnburg

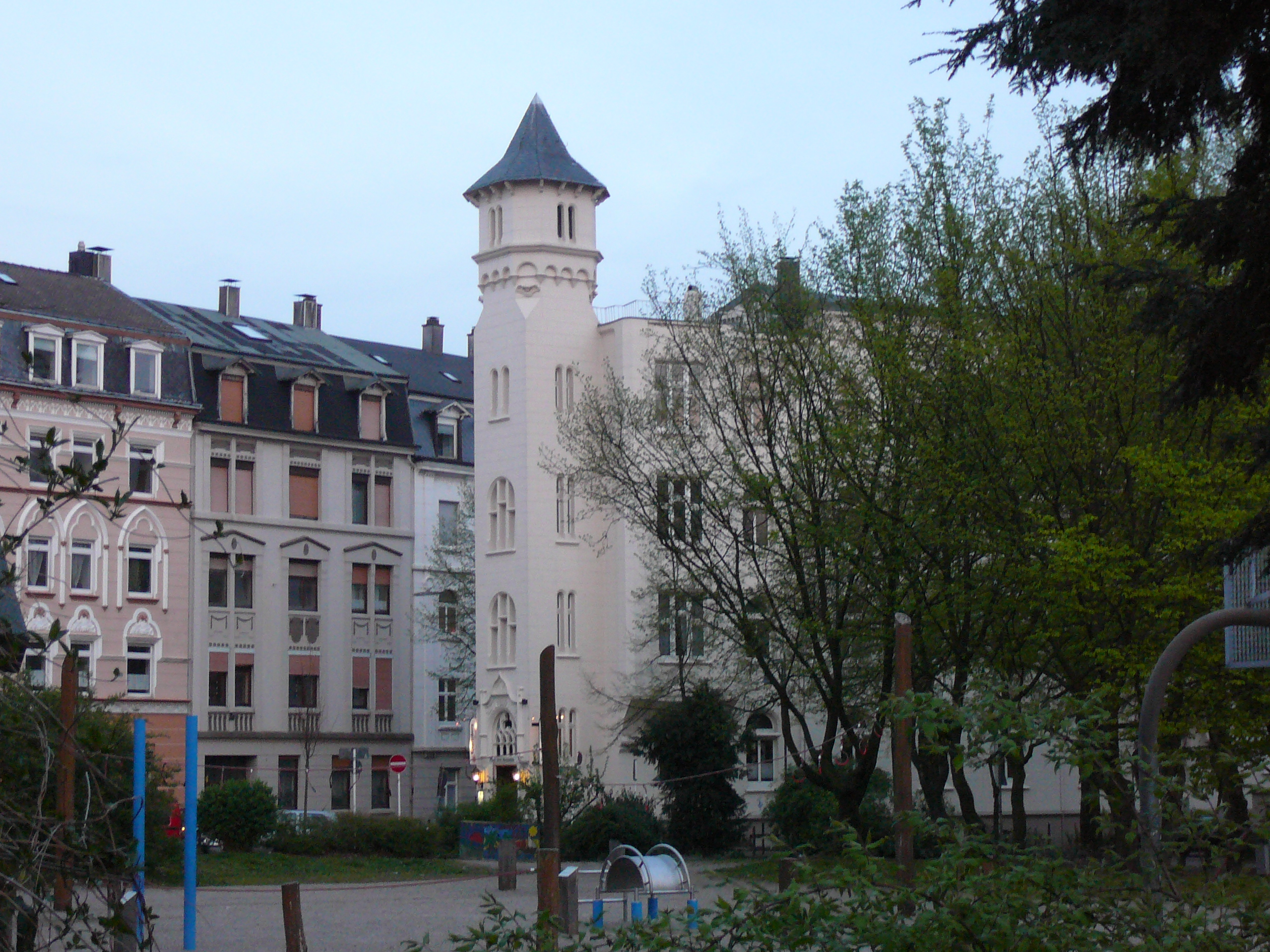
Die sogenannte „Engelnburg“ am Platz der Republik

Die Engelnburg ist ein Wohnhaus-Komplex mit Gaststätte im Wuppertaler Stadtteil Elberfeld, auf der Erhebung Engelnberg im Wohnquartier Ostersbaum (Hausanschrift: Deweerthstr. 2 und Deweerthstr. 2a) und steht unter Baudenkmalschutz.

## Beschreibung

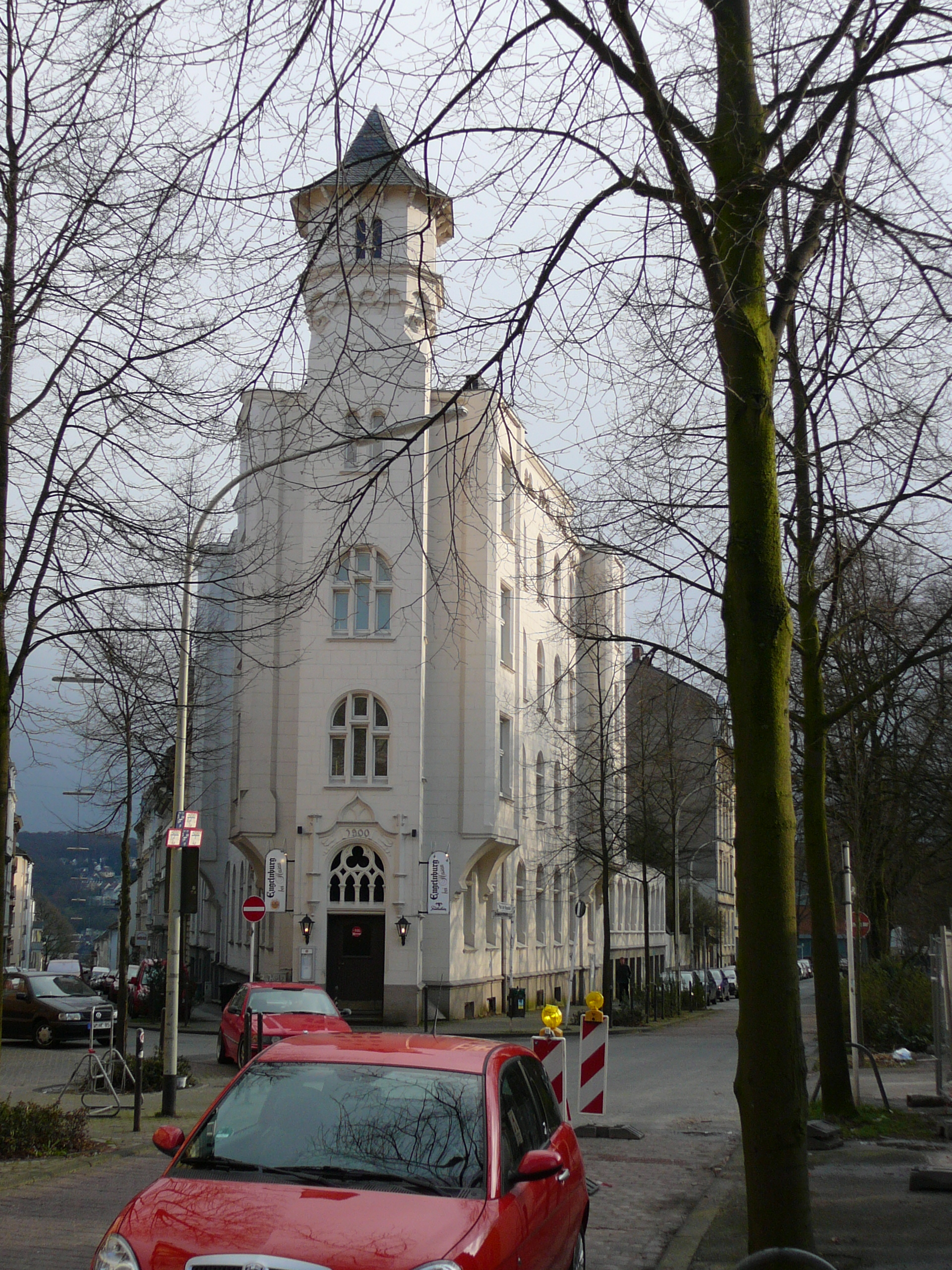
Die Engelnburg

Das Eckhaus an der Kreuzung Platz der Republik zur Deweerthstraße im ausgefallenen Baustil eines Bügeleisenhauses mit Turm wird im Volksmund „Engelnburg“ genannt und steht in keiner Beziehung zur mittelalterlichen Burg Engelnberg.
Beide Teile des Gebäudekomplexes des viergeschossigen Hauses sind miteinander verbunden. Es ist mit einer gegliederten Putzfassade versehen. Die Rundbogenfenster haben zum Teil neoromanische Rundbogenfriese und zum Teil aber auch gotisierende Stilelemente erhalten.
An der Ecke hatte das Gebäude einen fünfgeschossigen Eckturm, der sich vom quadratischen Grundriss im fünften Geschoss zum Oktogon wandelt und mit einem achteckigen Knickhelm versehen wurde. Beide Straßenseiten sind beiderseits mit dreiachsigen Mittelrisaliten und je zwei Endrisaliten begrenzt und haben dreigeschossige Erkern, die mit Konsolen ausgestattet sind.
Das Gebäude ist mit einem Satteldach versehen und hat eine Dachterrasse, der Rand des Daches war ursprünglich mit Zinnen umkrönt. Ein Satteldach überdeckt auch den sich fortsetzenden zweigeschossigen Seitenflügel mit Gaststätte und Kegelbahn.
Im Hofbereich wird der Gebäudekomplex von einem sechseckigen Treppenhausturm flankiert, der über eine Außentreppe neben einem Garagenbau erschlossen wird.

## Geschichte
Die Engelnburg wurde 1900 vom Wegebauaufseher Karl Erb errichtet und sollte ursprünglich als Hotel genutzt werden. Das Gebäude wurde auf den Relikten ehemals intensiven Kalkabbaus auf einem Engelnberg errichtet, auf dem auch die so genannte „Märchenquelle“ entsprang; unmittelbar am „Osterfeld“ gelegen. Auf dem Platz der Republik wurde ab 1826 als Exerzierplatz genutzt, auf dem die Landwehr noch bis 1919 gedrillt wurde.
Das Wohnhaus mit Gaststätte wurde am 13. Januar 1987 als Baudenkmal anerkannt. Das Objekt mit einer Grundstücksfläche von 528,00 m² mit rund 1.210 m² Wohnfläche wurde bis 2006 renoviert und zum Verkauf angeboten.